# Šime Vrsaljko
Šime Vrsaljko, född 10 januari 1992 i Zadar i Kroatien, är en före detta kroatisk fotbollsspelare.